# Fermana FC
Fermana Football Club, zkráceně jen Fermana je italský fotbalový klub hrající v sezóně 2024/25 ve 4. italské fotbalové lize sídlící ve městě Fermo v regionu Marche.
Klub byl založen v roce 1920 jako Società Sportiva La Fermo. Ze začátku své existence hráli pouze přátelské zápasy. V roce 1923 se činovníci klubu rozdělili tak, že prezident klubu Checco Rocchetti založil klub svůj – Fermo Football Club. Jenže za rok se z politických důvodů oba kluby opět sloučily pod názvem Unione Sportiva Fermana.
V létě roku 2006 se klub ocitl v bankrotu. Je založen klub nový a začali hrát v regionální lize. V roce 2013 klub opět ohlašuje bankrot. Vznikl nový klub a okamžitě je sloučen s jiným klubem ve městě. Klub má název Società Dilettantistica Montegranaro Calcio Fermana Football Club.
Nejvyšší italskou soutěž klub nikdy nehrál. Největší úspěch je hraní ve druhé lize. Hrál ji jednu sezonu (1999/00).

## Změny názvu klubu
- 1920/21 – 1922/23 – SS La Fermo (Società Sportiva La Fermo)
- 1923/24 – Fermo FC (Fermo Football Club)
- 1924/25 – 1932/33 – US Fermana (Unione Sportiva Fermana)
- 1933/34 – 1936/37 – Polisportiva Fermana (Polisportiva Fermana)
- 1937/38 – 1938/39 – GIL Fermo (Gioventù Italiana del Littorio Fermo)
- 1939/40 – 1945/46 – US Fermana (Unione Sportiva Fermana)
- 1946/47 – 1947/48 – AC Fermana (Associazione Calcio Fermana)
- 1948/49 – 1983/84 – US Fermana (Unione Sportiva Fermana)
- 1984/85 – 1987/88 – Fermana Calcio (Fermana Calcio)
- 1988/89 – 1993/94 – US Fermana (Unione Sportiva Fermana)
- 1994/95 – 2005/06 – Fermana Calcio (Fermana Calcio)
- 2006/07 – 2012/13 – US Fermana SSD (Unione Sportiva Fermana Società Sportiva Dilettantistica)
- 2013/14 – 2016/17 – SD Montegranaro Calcio Fermana FC (Società Dilettantistica Montegranaro Calcio Fermana Football Club)
- 2017/18 – Montegranaro Calcio Fermana FC (Montegranaro Calcio Fermana Football Club)
- 2018/19 – Fermana FC (Fermana Football Club)

## Získané trofeje

### Vyhrané domácí soutěže
- 3. italská liga ( 1x )

1998/99
- 4. italská liga ( 1x )

2016/17

## Účast v ligách
| Úroveň soutěže | Název soutěže (nynější název) | První hraná sezona | Poslední hraná sezona | celkem odehraných sezon |
| -------------- | ----------------------------- | ------------------ | --------------------- | ----------------------- |
| 2              | Serie B                       | 1999/00            | 1999/00               | 1                       |
| 3              | Serie C                       | 1933/34            | 2023/24               | 23                      |
| 4              | Serie D                       | 1948/49            | 2024/25               | 31                      |
| 5              | Eccellenza                    | 1978/79            | 2013/14               | 15                      |

## Fotbalisté

### Česká stopa
- Václav Koloušek – (2000)